# 朔山縣
朔山縣（越南语：／）是越南河内市下辖的一个县，位于河内最北部。面积306.5平方千米，2009年总人口282536人。越南北方最大的机场内排国际机场就位于本县。

## 地理
朔山县东接北江省洽和县和北宁省安丰县，西接永福省福安市，南接东英县和麊泠县，北接太原省普安市。

## 历史
阮朝时，朔山县区域主要隶属于北宁省多福府多福县和金英县管辖。
成泰十三年（1901年），多福府多福县和金英县划归扶鲁省管辖。
成泰十六年（1904年），扶鲁省取多福府和安朗县各一字，更名为福安省。法属后期，多福府降格为多福县。
1950年2月12日，永安省和福安省合并为永福省，多福县和金英县随之划归永福省管辖。
1961年4月20日，金英县歌路河南岸扶鲁兑村的部分区域划归河内市管辖。
1968年1月26日，永福省和富寿省合并为永富省。多福县和金英县随之划归永富省管辖。
1977年7月5日，多福县、金英县和永富省直辖市镇春和市镇合并为朔山县。
1978年12月29日，朔山县划归河内市管辖。
1979年2月17日，南炎社、玉清社、富胜社、高明社和春和市镇1市镇4社划归麊泠县管辖。
1987年3月3日，符灵社和仙药社析置朔山市镇。

## 行政区划
朔山县下辖1市镇25社，县莅朔山市镇。
- 朔山市镇（Thị trấn Sóc Sơn）
- 北富社（Xã Bắc Phú）
- 北山社（Xã Bắc Sơn）
- 东春社（Xã Đông Xuân）
- 德和社（Xã Đức Hòa）
- 贤宁社（Xã Hiền Ninh）
- 红旗社（Xã Hồng Kỳ）
- 金缕社（Xã Kim Lũ）
- 枚亭社（Xã Mai Đình）
- 明富社（Xã Minh Phú）
- 明治社（Xã Minh Trí）
- 南山社（Xã Nam Sơn）
- 富强社（Xã Phú Cường）
- 富明社（Xã Phú Minh）
- 符灵社（Xã Phù Linh）
- 扶鲁社（Xã Phù Lỗ）
- 光进社（Xã Quang Tiến）
- 新民社（Xã Tân Dân）
- 新兴社（Xã Tân Hưng）
- 新明社（Xã Tân Minh）
- 青春社（Xã Thanh Xuân）
- 仙药社（Xã Tiên Dược）
- 中野社（Xã Trung Giã）
- 越隆社（Xã Việt Long）
- 春江社（Xã Xuân Giang）
- 春秋社（Xã Xuân Thu）

## 交通

### 鐵路
- 越南鐵路
  - 河太線：多福站 - 中野站

### 機場
- 內排國際機場